# Giovanni III (patriarca)
Giovanni (Beth Garmai, ... – Baghdad, 9 settembre 899) è stato un vescovo cristiano orientale siro, vescovo di Khanidjar, metropolita di Erbil e Mosul  e patriarca della Chiesa d'Oriente tra l'893 e l'899.

## Biografia
Giovanni, nipote del patriarca Teodosio, nacque nella provincia del Beth Garmai. Prima di diventare patriarca era stato vescovo di Khanidjar, nella stessa provincia, e poi metropolita di Erbil e Mosul nell'Adiabene.
Dopo la morte del patriarca Giovanni II bar Narsai, la sede rimase vacante per 7 mesi; infine fu scelto Giovanni, consacrato patriarca il 15 luglio 893. Tra i suoi primi atti, ci fu l'acquisto di Dayr al-Rum, un edificio nei pressi della chiesa di Asbag, a Baghdad, che diventerà la sua sede patriarcale.
Il suo patriarcato ebbe il sostegno del califfo al-Muʿtaḍid. Ma dovette subire la defezione del nipote Teodoro, vescovo di Lashom, che si convertì all'islam.
Barebreo e gli storici nestoriani Mari e Sliwa lo descrivono come un uomo di grandi virtù, ma avido e spesso dedito ad eccessi nel mangiare e nel bere. Colpito da un ictus nell'898, morì il 9 settembre 899 e fu sepolto nella chiesa di Nostra Signora (al-Kursi) del quartiere di Dar al-Rum di Baghdad.